# Лучане (погост)
Луча́не — исчезнувший погост в современном Андреапольском районе Тверской области, в Волокском сельском поселении.
Погост был расположен примерно в 8 верстах к северу от деревни Волок на берегу озера Лучанское.

## История
В конце XIX — начале XX века погост входил в Холмский уезд Псковской губернии. В нём была расположена православная церковь (Воскресенский храм) и школа. Рядом исследователей отождествляется с древнерусским Лучином.